# San Gavino Monreale

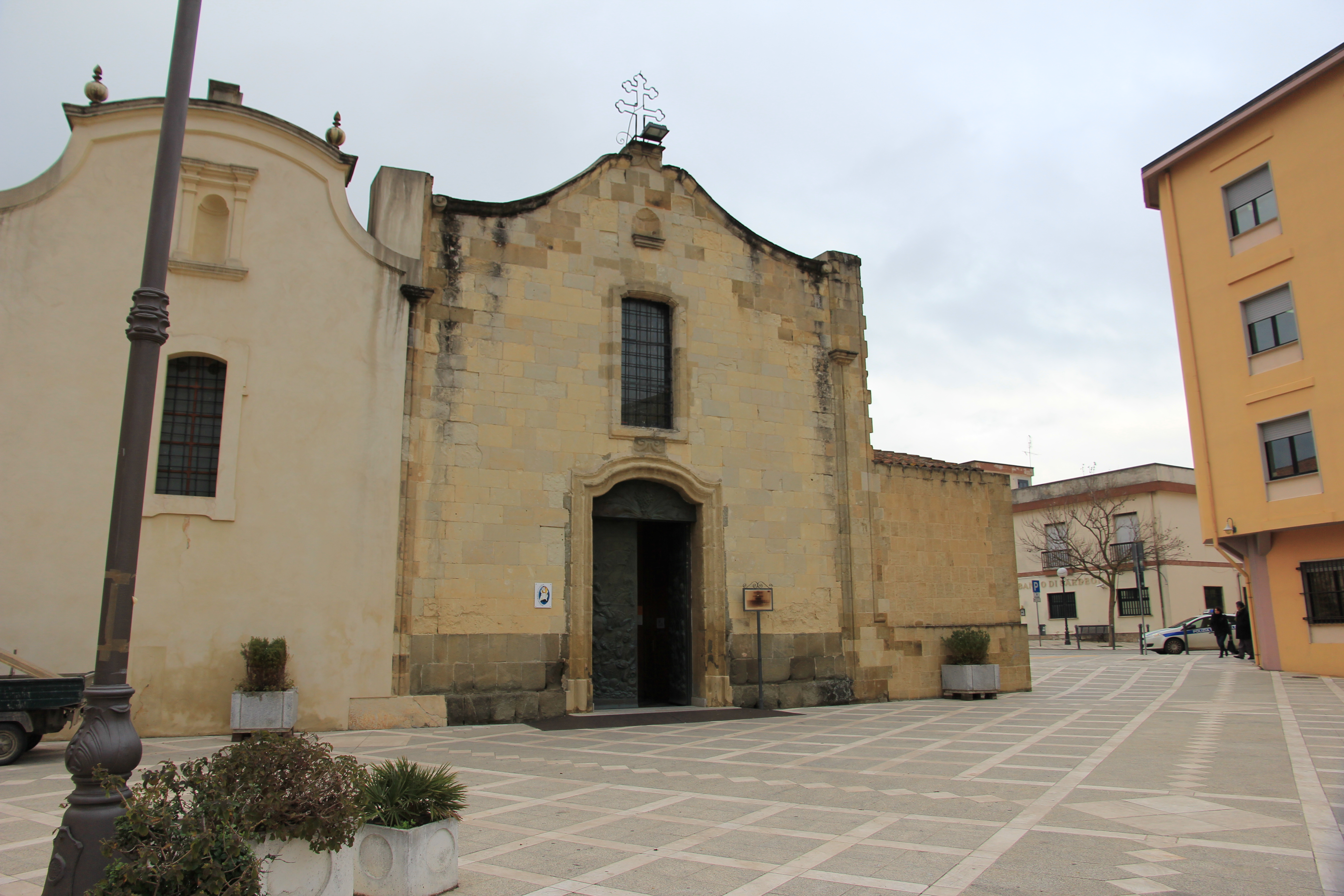
Chiesa di Santa Chiara

San Gavino Monreale (Santu 'Engiu in sardo; fino al 1864 semplicemente San Gavino) è un comune italiano di 7 848 abitanti della provincia del Medio Campidano.

## Geografia fisica

### Territorio
San Gavino Monreale è una cittadina della Sardegna situata nel cuore del Campidano. Il paese è bagnato a nord dal rio Pardu.

## Storia
Il territorio è frequentato dall'uomo sin dal periodo prenuragico e nuragico. La dominazione romana è testimoniata da una necropoli, il peristilio di una villa rustica e altri rinvenimenti.
L'odierno centro abitato, che prese il nome dalla chiesetta di San Gavino Martire, nasce nel medioevo dalla fusione di tre piccoli borghi. Il paese fece parte del giudicato di Arborea, inserito nella curatoria di Bonorzuli, di cui era capoluogo.
Durante la guerra sardo-catalana il paese fu quasi completamente distrutto, e alla caduta del giudicato (intorno al 1410) passò sotto il dominio aragonese; fu poi ricostruito ed incorporato nel marchesato di Quirra, feudo dei Centelles. Dai Centelles passò agli Osorio de la Cueva, ai quali fu riscattato nel 1839 con la soppressione del sistema feudale.

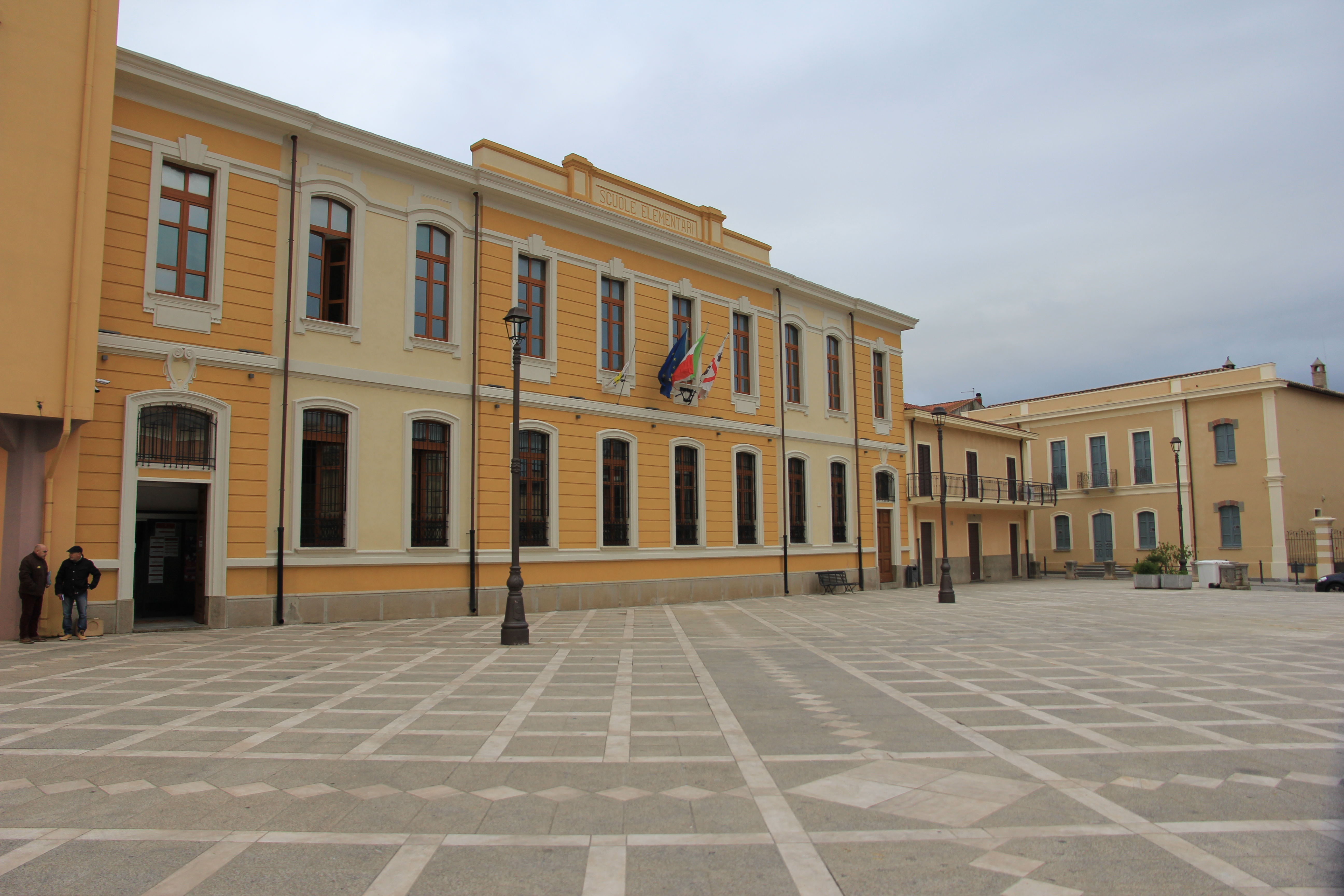
Municipio

Nel 1932 vi venne impiantata una fonderia per piombo e zinco provenienti dalle miniere di Montevecchio, che venne chiusa nel 2009 e riaperta qualche anno dopo, e ancora attiva ai giorni nostri .

### Simboli
Lo stemma e il gonfalone del comune di San Gavino Monreale sono stati concessi con decreto del presidente della Repubblica del 15 aprile 1996.
Il gonfalone è un drappo partito di bianco e di rosso.

## Monumenti e luoghi di interesse

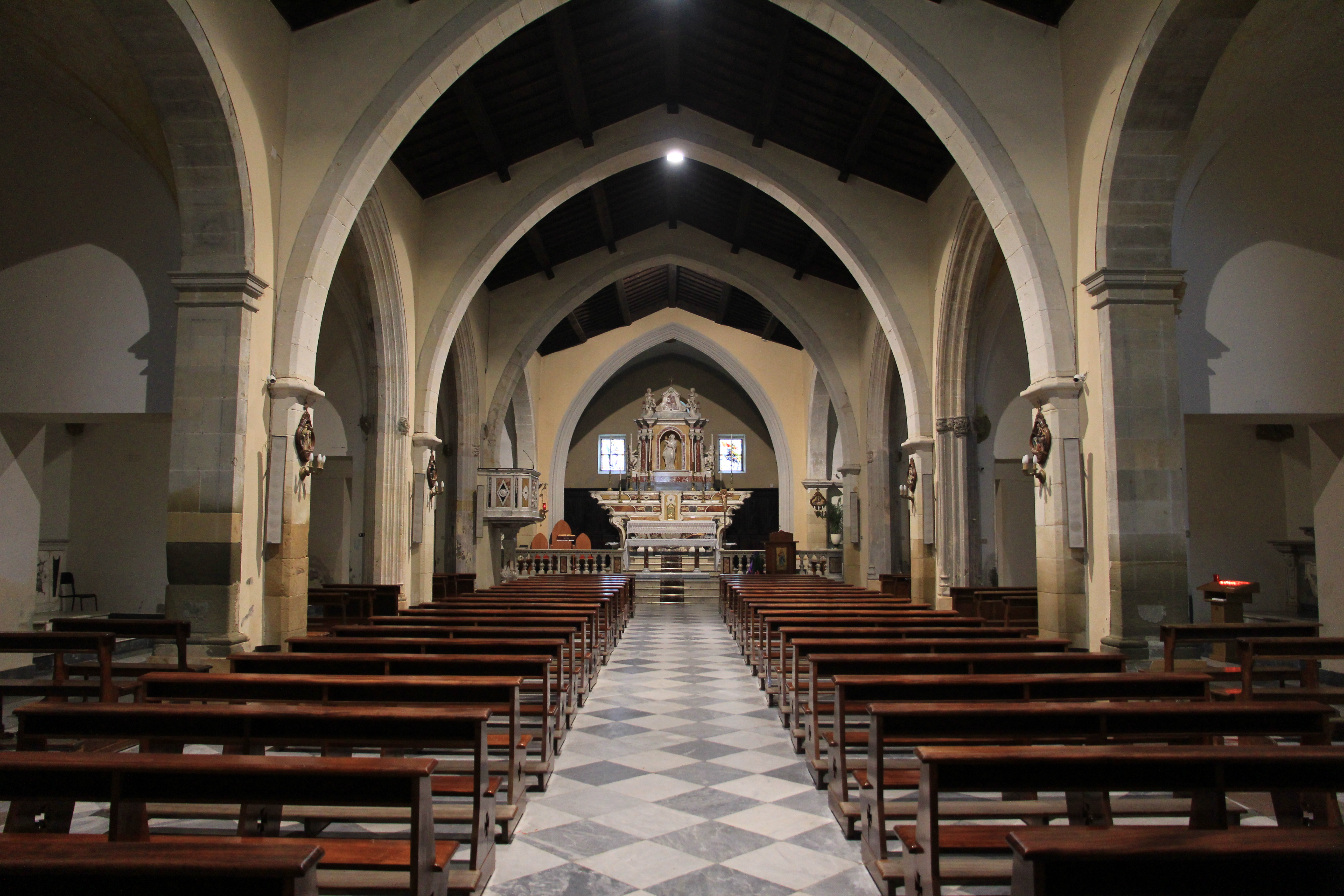
Interno della chiesa di Santa Chiara

### Architetture religiose
- Chiesa di Santa Lucia, costruita verso il XV secolo
- Chiesa di San Gavino Martire, risalente al XIV secolo, poi modificata.
- Chiesa di Santa Croce, edificata nel XVI secolo.

## Società

### Evoluzione demografica
Abitanti censiti

### Lingue e dialetti
La variante del sardo parlata a San Gavino Monreale è il campidanese occidentale.

## Cultura

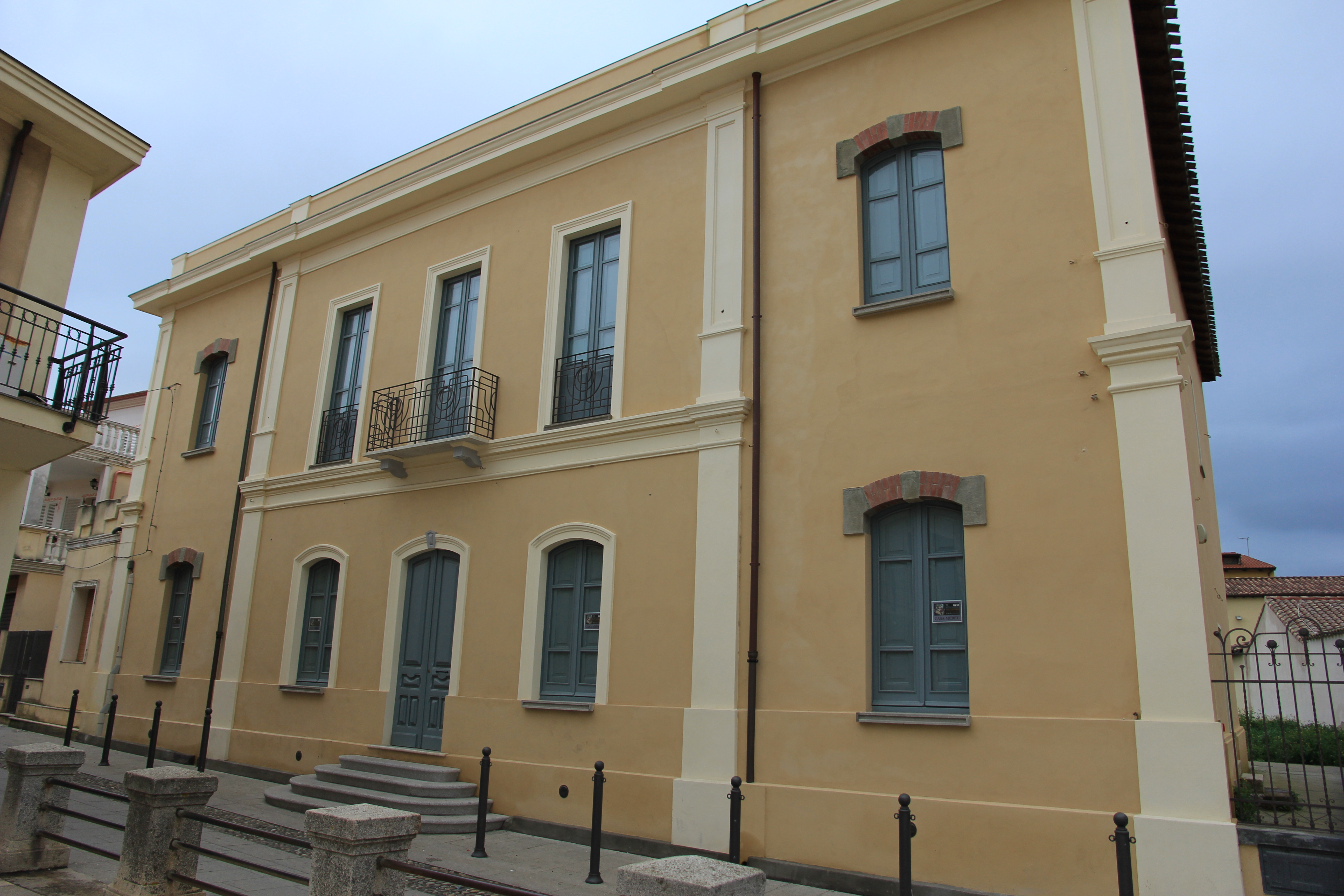
Casa Mereu

### Istruzione

#### Musei
- Museo etnografico Casa Dona Maxima, delle tradizioni, usi e costumi del paese.
- Museo "Due Fonderie", dedicato alla storia industriale di San Gavino Monreale.

### Eventi

#### Feste e manifestazioni
Per la tradizionale vocazione alla coltivazione dello zafferano, di cui è tra i maggiori produttori regionali e nazionali, nel mese di novembre si svolge la Sagra dello Zafferano, la più importante a livello regionale dedicata a questo prodotto.
La domenica e il martedì prima del Mercoledì delle Ceneri si svolge da decenni il carnevale Sangavinese con la sfilata dei carri allegorici. Grazie all'abilità con la cartapesta degli artisti locali i carri di San Gavino sono ritenuti tra i più belli della Sardegna e l'uso di realizzarne con caratteristiche simili si sta diffondendo in molti comuni, più o meno limitrofi.
Ogni anno dal 9 al 13 del mese di agosto, ricorre la Festa in onore di Santa Chiara d'Assisi, Vergine, patrona di San Gavino Monreale, con eventi religiosi e civili. Il 13 di agosto, poi, all'interno dei festeggiamenti in onore di Santa Chiara, a cura dell'Associazione Turistica Pro Loco locale, si svolge la giornata dell'Emigrato dedicata ai sangavinesi emigrati da San Gavino per qualsiasi motivo. Anche per la festa di Santa Teresa, a settembre, e per quella di Santa Lucia, a dicembre, si tengono festeggiamenti sia di base religiosa che di base civile.
Sant'Isidoro, santo protettore degli agricoltori, viene festeggiato ogni anno il 15 maggio; tale tradizione risale almeno a fine 1600. Durante la festa del protettore degli agricoltori sfilano cavalli e carri e si evidenziano gli usi della cultura agricola.

## Economia
Per diversi decenni l'economia della cittadina si è retta sulle attività industriali insediate presso la cittadina e nella vicina area industriale di Villacidro. La fonderia di San Gavino è stata una delle più importanti realtà industriali del territorio, ma la chiusura di numerose fabbriche del Villacidrese e la sempre più povera produzione all'interno della fonderia hanno reso necessario ricostruire l'economia della cittadina.
Oggi la realtà economica è prevalentemente caratterizzata da piccole e medie imprese, prevalentemente agricole, piccoli negozi e dallo sviluppo del settore terziario. Numerosi uffici pubblici, le scuole (liceo linguistico, liceo delle Scienze Umane, liceo scientifico) e il locale ospedale Nostra Signora di Bonaria sono i luoghi di maggior impiego delle risorse umane nel terziario cittadino. Il settore primario, l'agricoltura, tiene a livello di produzione di massa, atta alla commercializzazione del prodotto. La cittadina è celebre, a livello nazionale, per lo zafferano, raccolto da molti privati ed è, dal 1990 circa, il secondo distretto sardo del riso. Il turismo non è ancora particolarmente valorizzato ed è quindi poco diffuso.

## Infrastrutture e trasporti

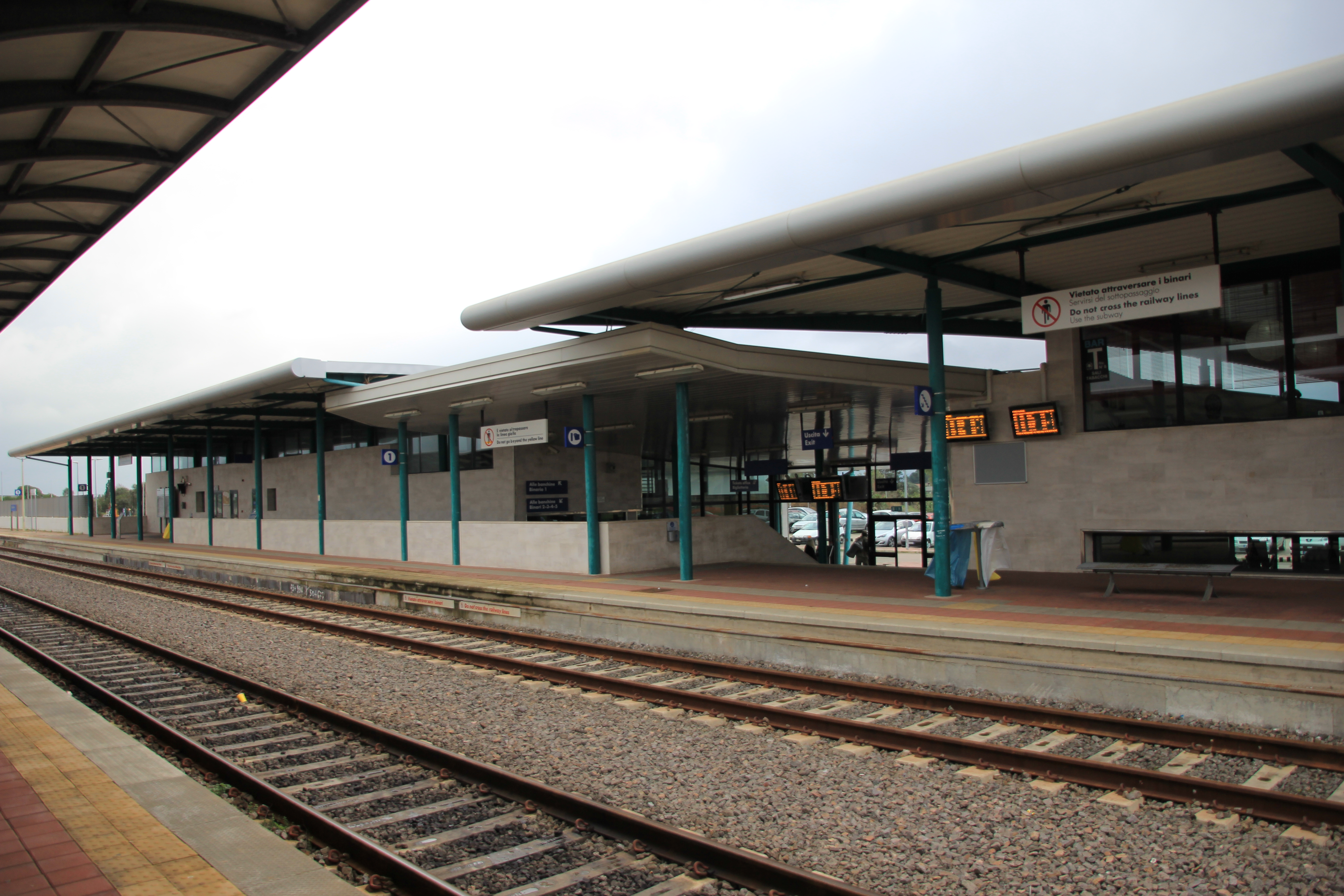
L'interno della stazione di San Gavino

Il centro è attraversato dalla ferrovia Cagliari-Golfo Aranci, che in passato si estendeva nella parte ovest dell'abitato, e che dal 2007 (anno di apertura della nuova stazione di San Gavino) passa alla periferia est del paese. È ubicato lungo la Strada Statale 197, attraverso la quale è collegata ai centri di Guspini e Sanluri. Altre strade provinciali collegano il paese ai centri di Villacidro, Pabillonis e Sardara.

È presente anche l’ospedale Nostra Signora di Bonaria.